# Sphaerozosma vertebratum
Sphaerozosma vertebratum là một loài Song tinh tảo trong họ Desmidiaceae, thuộc chi Sphaerozosma.